# Corvo-do-paraíso
Os corvos-do-paraíso são aves que compreendem o gênero Lycocorax na família Paradisaeidae. São semelhantes aos corvos, e habitam a Australásia, especialmente Halmaera e as Obi.
Contém as seguintes espécies:
- Corvo-do-paraíso-de-halmaera (Lycocorax pyrrhopterus)
- Corvo-do-paraíso-das-obi (Lycocorax obiensis)